# Mönchengladbach
Mönchengladbach (do 1960 München-Gladbach, M. Gladbach) – miasto na prawach powiatu w Niemczech, w kraju związkowym Nadrenia Północna-Westfalia, w rejencji Düsseldorf. Leży 70 m n.p.m.

## Historia
- Na terenie miasta znajdują się wykopaliska potwierdzające egzystencję Homo erectus i neandertalczyka, poza tym istnieją mogiły z epoki brązu. Właściwa historia miasta zaczęła się w 974 r., jest to data założenia opactwa przez arcybiskupa Kolonii.

### Kalendarium
- 1794 – przejęcie przez Armię Napoleona
- 1815 – przejęcie przez Królestwo Prus
- 1929 – München-Gladbach zostało połączone m.in. z miejscowościami Rheydt, Odenkirchen i Giesenkirchen
- 1933 – na życzenie Goebbelsa miasto zostało podzielone
- 1940–1945 – 65% miasta[potrzebny przypis] zostało zniszczone podczas nalotów bombowych
- 1950 – zmiana nazwy miasta na Mönchen Gladbach
- 1960 – zmiana nazwy miasta na Mönchengladbach
- 1975 – miasto Rheydt i Wickrath zostały ponownie przyłączone do Mönchengladbach

## Polityka lokalna
- Nadburmistrz: Norbert Bude (SPD)
- Rada miejska (po wyborach w dniu 26.09.2004):
  - CDU: 33 radnych
  - SPD: 20 radnych
  - Zieloni: 7 radnych
  - FDP: 7 radnych
  - Inne partie i inicjatywy łącznie: 9 radnych

## Atrakcje turystyczne
- Stare Miasto (ratusz i opactwo)
- pałac w dzielnicy Rheydt
- pałac w dzielnicy Wickrath
- dworzec Mönchengladbach Hauptbahnhof
- stadion Borussii Mönchengladbach

## Gospodarka
Przemysł tekstylny dominował przez wiele lat gospodarkę w mieście. W dzisiejszych czasach istnieją przede wszystkim przedsiębiorstwa zajmujące się marketingiem wyrobów tekstylnych. Drugą gałęzią gospodarki jest budowa maszyn (przede wszystkim tekstylnych) i przemysł elektrotechniczny.

## Sport
Borussia Mönchengladbach – klub piłkarski założony w 1900 roku, 5-krotny Mistrz Niemiec, 3-krotny zdobywca Pucharu Niemiec oraz 2-krotny Zwycięzca Pucharu UEFA. Mönchengladbach był organizatorem Mistrzostw Świata w hokeju na trawie w 2006 r.

## Osoby urodzone w Mönchengladbach
- Joseph Goebbels – minister propagandy i oświecenia publicznego w rządzie Adolfa Hitlera
- Heinz-Harald Frentzen – kierowca Formuły 1
- Nick Heidfeld – kierowca Formuły 1
- Hans Heyer – kierowca Formuły 1
- Hugo Junkers – wynalazca i konstruktor
- Günter Netzer – niemiecki piłkarz, pomocnik. Mistrz świata z 1974
- Eko Fresh – muzyk
- Hans Jonas – religioznawca i filozof
- Marc-André ter Stegen – piłkarz FC Barcelona

## Współpraca
Miejscowości partnerskie:
- Bradford, Wielka Brytania
- North Tyneside, Wielka Brytania
- Roermond, Niderlandy
- Roubaix, Francja
- Thurrock, Wielka Brytania
- Verviers, Belgia